# Marcel Aubour
Marcel Aubour (ur. 17 czerwca 1940 w Saint-Tropez) – francuski piłkarz występujący na pozycji bramkarza.
W 1964 z zespołem Olympique Lyon zdobył Puchar Francji. W 1971 wywalczył to samo trofeum z drużyną Stade Rennais. W latach 1964–1968 rozegrał 20 meczów w reprezentacji Francji. Wystąpił na Mistrzostwach Świata 1966.